# Александър Яковлев (авиоконструктор)
Вижте пояснителната страница за други личности с името Александър Яковлев.
Александър Сергеевич Яковлев (на руски: Алекса́ндр Серге́евич Я́ковлев) е съветски авиоконструктор, генерал-полковник от авиацията, академик от АН на СССР (1976), два пъти Герой на социалистическия труд, десетократен кавалер на орден „Ленин“, депутат от Върховния съвет на СССР през 1976 – 1989, референт на Сталин по въпросите на авиацията.

## Биография

### Семейство
А. С. Яковлев се ражда на 19 март (1 април) 1906 г. в гр. Москва, в семейството на чиновник. Баща му – Сергей Василиевич завършва Александровското търговско училище. След края на образованието си служи в транспортния отдел на нефтената фирма „Товарищество братьев Нобель“ („Сдружение на братя Нобел“). Майка му – Нина Владимировна – е домакиня. Родът на Яковлев произлиза от крепостни селяни на граф Дмитриев-Мамонов. Дядо му – Василий Афанасиевич държи лавка за свещи на Илинските врати в Москва и има договор за поддръжката на полилеите на Болшой театър.

## Кариера
През 1924 г. А. С. Яковлев построява първия си летателен апарат – планера АВФ-10, който е награден като един от най-добрите съветски планери на всесъюзните съревнования. Първият полет на АВФ-10 е на 15 септември 1924 г. – тази дата се отбелязва като рожден ден на ОКБ Яковлев.
От 1924 до 1927 г. Яковлев работи отначало като работник, по-късно и като моторист в летателния отряд на Военновъздушната академия „Н. Е. Жуковски“. В началото, независимо от многобройните му молби за постъпване в същата академия, той не е приеман, тъй като не е от „пролетарски произход“. През 1927 г. Яковлев построява лекият самолет АИР-1 и през същата година е приет в академията, която завършва през 1931 г. През същата тази 1931 г. постъпва на работа като инженер в авиозавод № 39 (Завод „Менжински“), където през август 1932 г. организира група за лека авиация.
На 15 януари 1934 г. Яковлев става началник на производствено-конструкторското бюро на Спецавиатрест Авиопром, а от 1935 до 1956 г. е главен конструктор. От 11 януари 1940 до 1946 г. той едновременно с това е и заместник на наркома на авиационната промишленост по новата техника. От 1956 г. до 1984 г. е Генерален конструктор на ОКБ Яковлев.
Общо конструкторското бюро, носещо неговото име и чийто генерален конструктор е той, създава над 200 типа и модификации на летателни апарати, в това число и над 100 серийно произвеждани:
- Леки самолети с различно предназначение – спортни, многоцелеви, включително и реактивни.
- Изтребители през Великата отечествена война
- Първите съветски реактивни изтребители и изтребители прехващачи
- Десантни планери и вертолети, в това число най-големият в света през 1950-те г. вертолет Як-24
- Семейство свръхзвукови самолети, включващо първите съветски свръхзвукови бомбардировачи, разузнавателни самолети и изтребители прехващачи.
- Първите в Съветския съюз самолети със скъсено и вертикално излитане и кацане, включително и свръхзвуков, Як-141
- Реактивни пътнически самолети
- Безпилотни летателни апарати.

От 1934 г. самолетите на ОКБ Яковлев са в крупносерийно производство и експлоатация. Общо са построени над 70 хиляди самолета „Як“, в това число над 40 хиляди самолета през Втората световна война. През войната две трети от съветските изтребители всъщност са конструкция на Яковлев. Самолетите на ОКБ Яковлев са награждавани с Ленинска и осем Държавни награди на СССР и са използвани както в СССР (Русия), така и в други държави. На самолетите конструкция на ОКБ Яковлев са установени 74 световни рекорда.
Яковлев умира на 22 август 1989 г. в Москва и е погребан в Новодевичото гробище в същия град.

## Дейност и критика
Яковлев е един от много малкото съветски авиоконструктори непопаднали под ударите на масовите репресии през 1930-те години благодарение на специалните отношения, които има със Сталин. В мемоарите си Яковлев привежда следния диалог със Сталин:
| „ | Още в началото на 1939 г. Сталин започна да ме вика за консултации по авиационни въпроси за доверително обсъждане на важни въпроси... — Какво ще кажете по този въпрос? Вие как мислите? Виждайки затрудненото ми положение, смущението ми и желаейки да ме насърчи, той каза: — Говорете каквото мислите и не се смущавайте – ние ви вярваме, макар и че сте млад Вие сте специалист в работата си, не сте свързан с грешки от миналото и затова можете да сте по-обективен от старите специалисти, на които ние много вярвахме, а те ни отведоха – нас и авиацията – в задънена улица. Точно тогава той ми каза: — Ние не знаем на кой да вярваме. | “ |

След смъртта на Сталин този род отношения довеждат до критики към Яковлев. Конструкторът Л. Кербер си спомня:
| „                                         | Всички ни мъчеше въпроса кой е спомогнал за ареста на Туполев? Този въпрос и сега вълнува много авиоработници... Няма съмнение, че без разрешението на Сталин този арест не можеше да се случи, но за да бъде получено то, органите трябваше да съберат материали [за евентуална вина]... Най-активният информатор за „съмнителните“ страни в дейността на Туполев беше А. С. Яковлев. Той си имаше оригинален метод: доносите бяха щедро разсипани по страниците на книгите му. По-нататъшните факти са заимствани от тях. Разхвърляни – те не убеждават в лошите намерения на Туполев. Събрани заедно обаче – говорят друго. | “ |
| Л. Л. Кербер Туполев. СПб., 1999. С. −171 | |   |

Яковлев е наясно, че на поста Заместник на наркома по опитно самолетостроене може да стане обект на обвинения в необективност и „затриване“ (очерняне) на други авиоконструктори.
Впоследствие така и става. Отбелязва се, че Яковлев е изиграл съдбовна роля в съдбата на някои възможно перспективни разработки на други авиоконструктори от неговото време, по-специално той напълно отхвърля проектите САМ-13 на А. С. Москальов през пролетта на 1941 г., РМ-1 през 1946 г., РК-800 (Разтегателно крило 800 км/ч) на Г. И. Бакшаев, СК-1 и СК-2 през 1940 г. и т.н. В много съвременни източници се отбелязва печалната роля на Яковлев в съдбата на перспективния изтребител И-180 на Николай Поликарпов и даже съпричастността на неговите подчинени към катастрофата, отнела живота на всенародния тогава любимец Валерий Чкалов, но последното твърдение официално няма потвърждение.
Руският автор Марк Солонин в книгата си „На мирно спящих аэродромах“ („На мирно спящите летища“) обвинява Яковлев в разпространяването на мита за превъзходството на германската авиация над съветската в годините на Гражданската война в Испания (1936 – 1939). Този „мит“ попада в учебниците по история. Според автора, Яковлев по този начин се бори с конкурента си Поликарпов.